# Clàssic
|  | Per a altres significats, vegeu «Clàssic (desambiguació)». |

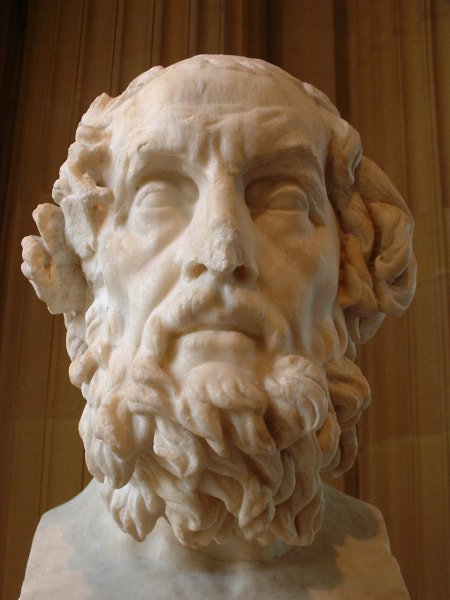
Bust d'Homer trobat als murs del Palau Caetani de Roma. Còpia romana del dC d'un original grec del.

El terme clàssic fa referència a un conjunt difús i alhora ampli de conceptes estètics que abracen la majoria de disciplines artístiques considerades canòniques. El significat és variable segons el país o l'època. Aquest conjunt té sentit en comparació a moviments estètics més recents.
Al segle xviii, "clàssic" significava que posseïa les qualitats d'harmonia, serenitat o equilibri propis de l'antiguitat clàssica. Al segle xx significava estàndard o normatiu i es podia aplicar a camps prou allunyats de l'art més ortodox, com un "model clàssic" referit a un automòbil o a un vestit. Fins i tot s'aplica a principis del segle XXI a grups de música pop i rock els quals han tingut una dilatada i famosa carrera musical. Els "clàssics en vida" són persones que per la seva obra han estat reconeguts com a tals pels mitjans de comunicació o els crítics d'art durant la seva pròpia vida. En tot cas sembla haver-hi una avidesa per a adquirir nous mites i ídols als que designar com a generadors d'un model canònic de l'estètica.
Tot i així en general es considera clàssic a tot allò relatiu a la cultura clàssica, esdevinguda durant l'antiguitat clàssica, pròpia de la Mediterrània. El període clàssic, entre el període arcaic i el període hel·lenístic esdevindrà el primer referent per als futurs classicismes, bé sigui en el renaixement o el neoclassicisme que n'adaptaren els estàndards i cànons de bellesa estètica.

## Origen
El rei de Roma i gran legislador Servi Tul·li (578-534 aC) elaborà unes reformes que es coneixen amb el nom de Constitució Serviana. Un afer cabdal d'aquella constitució és l'estratificació dels ciutadans en cinc classes. El que en principi va ser una classificació acaba sent un segell de qualitat, car clàssic deriva de l'adjectiu llatí classicus que literalment significa "pertanyent a l'alta classe de ciutadans", posseint connotacions de superioritat, autoritat i perfecció.
Aulus Gel·li, escriptor del segle ii, a la seva obra miscel·lània Les Nits Àtiques (XIX, VIII, 15) fa referència a classicus scriptor, non proletarius.
| « | Ite ergo nunc et, quando forte erit otium, quaerite, an "quadrigam" et "harenas" dixerit e cohorte illa dumtaxat antiquiore vel oratorum aliquis vel poetarum, id est classicus adsiduusque aliquis scriptor, non proletarius." | » |

Valora els escriptors d'acord amb el tipus de tribut romà. Per tant, des dels inicis el mot clàssic es revesteix de valors econòmics, qualitatius i morals; definint a l'escriptor de primera classe i no de la plebs. Durant l'edat mitjana hom es refereix a les cultures i l'art anterior com antic. És al renaixement, quan es fa l'associació entre clàssic i antic, donant a allò que queda en un passat remot un valor superior que al produït en la història recent. Al segle xix durant el romanticisme, és quan els germans August Wilhelm von Schlegel i Karl Wilhelm Friedrich von Schlegel estableixen una connexió entre diferents moviments de diferents èpoques i diferents llocs geogràfics resignificant al terme classicisme. En aquell moment no hi ha només un interès per recuperar als clàssics, autors i obres d'art antigues del món mediterrani, sinó que en afirmar la consciència nacional del territori on es produeix el classicisme en qüestió.
La complexitat semàntica del terme clàssic és heretada de l'oposició entre els termes "antics" i "moderns", emprats per distingir grecs (antiqui) de romans (moderni). Al segle xiv, aquesta oposició s'utilitzava per distingir els qui recuperaven un projecte ètic i polític (antiqui) dels filòsofs escolàstics (moderni). Al segle xv, Lorenzo Valla distingeix entre els escriptors que utilitzen la llengua llatina tradicional, pura i correcte (antiqui) dels que utilitzaven un llatí vernacle (moderni). Al segle xvii s'estableix la distinció entre edat antiga (antiguitat clàssica), edat mitjana (període intermedi) i edat moderna (renaixement). Encara avui, no és rar usar indistintament les paraules clàssic i antic.

## Períodes anomenats clàssics
El concepte "clàssic" és un concepte occidental i s'ha associat a l'edat antiga; a l'edat moderna es reprèn la cultura clàssica. Durant el Renaixement s'estableix el pensament que l'edat mitjana és un període fosc i intermedi. El mateix terme Renaixement, com a "segon naixement" o ressorgiment, de la cultura pròpia de l'antiga Grècia i Roma.

### Antiguitat clàssica
Tradicionalment, s'ha considerat que l'Imperi Romà no modifica substancialment la cultura grega a excepció de la creació d'un model militar d'enorme fortuna. Això permet l'exportació per part de l'Imperi Romà d'aquell model cultural i en segon terme se sedimenta un pòsit cultural comú a les terres que envolten la Mediterrània. Encara que autors com Piranesi creuen que els models romans són superiors als grecs.

### Període clàssic

Mapa que mostra els dialectes regionals del grec durant el període clàssic

En un sentit estricte el període clàssic pertany a l'època d'esplendor de la cultura grega i de domini comercial del Mediterrani que transcorregué entre el període arcaic i el període hel·lenístic. El segle v aC, Atenes comanda 400 ciutats sota la lliga de Delos, és el període clàssic. Aspectes destacats del període clàssic:
- Cultura: destaca el filòsof Plató que determina el pensament, la moral i el sentit de justícia europeu; l'historiador Heròdot que separa la fantasia del relat històric.
- Política: destaca un nom propi, Pèricles és l'impulsor de l'ideal democràtic i de l'Acròpoli.
- Arquitectura: els edificis més singulars de l'Acròpoli són el Partenó, l'Erectèon i els Propileus.
- Escultura: segurament si veiéssim com finalitzaven les seves escultures Miró o Policlet no ens semblarien escultures clàssiques, car ara estem acostumats a veure les seves escultures sense la capa de pintura amb què recobrien els marbres. Miró és molt conegut pel Discòbol i Policlet pel Dorífor conegut també com a "cànon".
- Pintura: no es conserva gaire pintura de Grècia, les tècniques més habituals eren la pintura mural i la pintura sobre taula. Sabem per escrits clàssics que Polignot i Apol·lodor eren dos dels pintors més reconeguts a Atenes. Polignot pinta amb un estil auster grans composicions de temàtica mitològica i paisatgista i Apol·lodor innova afegint clar fosc en les seves obres.

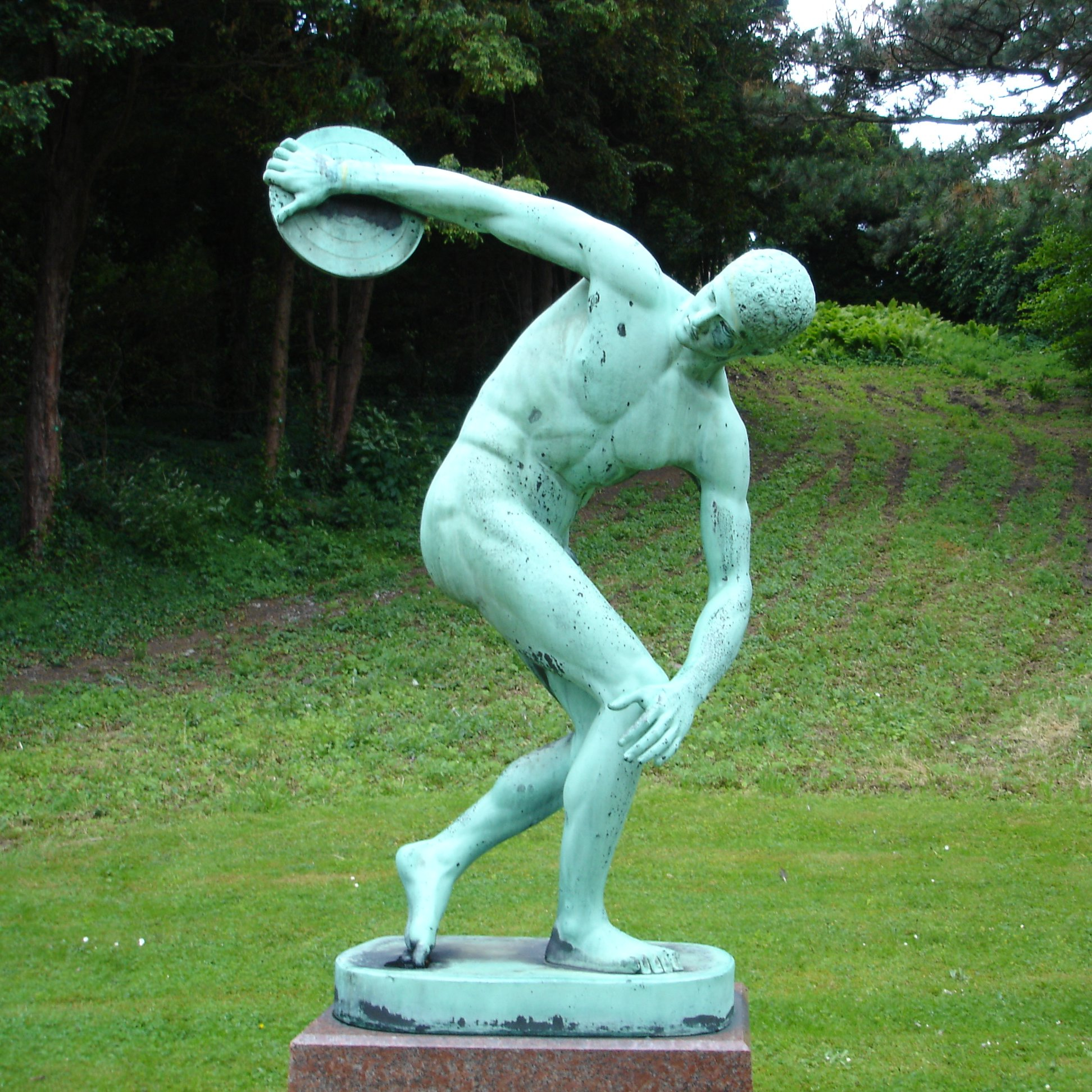
Miró anomenat l'atenenc, Discòbol (reproducció).
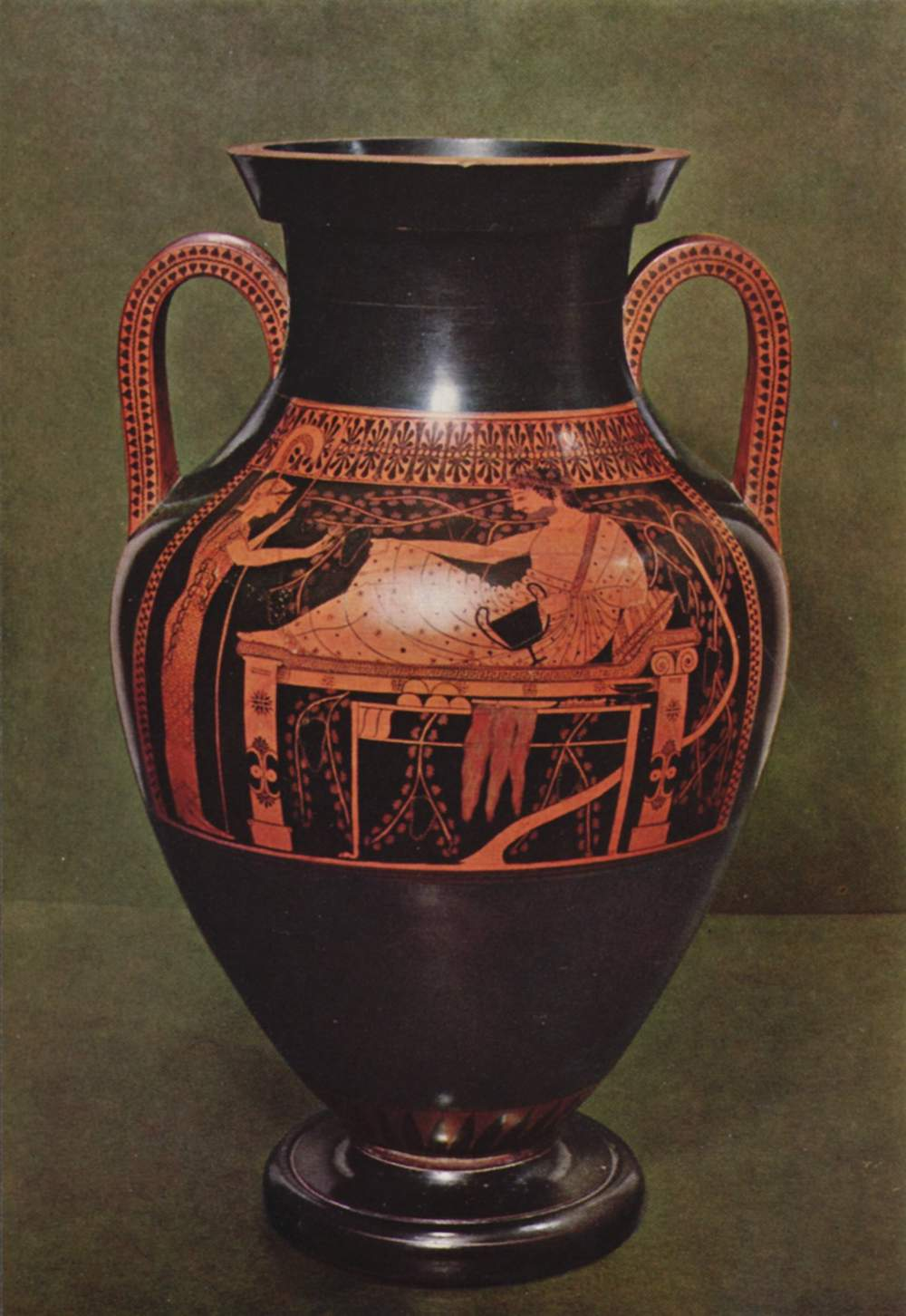
Andòcides, ceràmica àtica, 520 aC.

## Altres cultures
Conceptualment, podem entendre que Egipte, Mesopotàmia o la Xina disposen de períodes antics, en els quals les seves cultures s'aferren a tradicions i cànons inviolables. És per això que ens referim a aquestes cultures com antigues; habitualment no s'empra el terme clàssic per a referir-se a aquestes cultures.